# Parascolopsis eriomma
Parascolopsis eriomma är en fiskart som först beskrevs av Jordan och Richardson, 1909.  Parascolopsis eriomma ingår i släktet Parascolopsis och familjen Nemipteridae. Inga underarter finns listade i Catalogue of Life.